# 莫敬恭
莫敬恭（越南语：／，？—1625年）是越南莫朝第八代君主。他是謙王莫敬典之子。
原為莫朝敦厚王。1593年被西國公阮敬之子沱國公莫玉擁立為帝，據文蘭州，改元乾統。海陽、京北各處支持莫朝的勢力得知莫敬恭即位，紛紛率部歸附。阮潢率兵前往征討，用火攻計，大破佔據海陽的壯王莫敬章部。海陽、山南一帶悉被平定。次年莫玉挾莫敬恭據安博縣，但又被後黎朝所敗。莫玉、莫敬恭奔思明府，稱臣於明朝。在後黎朝的攻勢下，莫朝的將軍紛紛叛降。莫敬恭和莫玉逃亡明朝的龍州，發兵騷擾諒山一帶。
1600年，莫茂洽的庶母裴氏在昇龍自稱國母，號召莫朝的支持者起兵，並迎接莫敬恭歸國。莫敬恭率部試圖回到昇龍，但被鄭松擊敗。兵敗至金城縣，不久退往高平。1618年，鄭松率軍北伐，攻擊太原。1621年，莫敬恭讓位於其侄慶王莫敬寬，據守大慈縣，尊莫敬恭為太上皇。
1625年，鄭梉派遣鄭橋進攻高平，擒獲莫敬恭，押往清化斬首。莫敬寬則出奔明朝。

## 家庭

### 兄弟
- 莫敬止
- 莫敬直
- 莫敬敷
- 莫敬簡
- 莫敬遵
- 莫敬慎
- 莫敬體
- 莫敬邦

| 莫敬止                           |                              |               |
| 前任： 莫敬止                    | 越南莫朝君主 1593年—1621年   | 繼任： 莫敬寬 |
| 空缺上一位持有相同頭銜者：莫茂洽 | 越南莫朝太上皇 1621年—1625年 | 無            |